# Gloria Pizzichini
Gloria Pizzichini (Osimo, Italia, 24 de julio de 1975) es una extenista italiana, ganadora de un torneo de la WTA. Retirada en 2005, entre las tenistas a las que derrotó  en su carrera se encuentran Iva Majoli, Julie Halard o Ruxandra Dragomir.